# Andre Arendse
Andre Arendse (* 27. Juni 1967 in Kapstadt) ist ein ehemaliger südafrikanischer Fußballtorwart. Er war in Südafrika und England aktiv. In der Saison 2002/03 wurde er als Spieler von Santos Kapstadt zum Spieler des Jahres der südafrikanischen Premier Soccer League ernannt.

## Karriere

### Verein
Arendse begann seine Profikarriere 1991 bei den Cape Town Spurs, die heute als Ajax Cape Town bekannt sind. Dort spielte er die meiste Zeit der 1990er Jahre. 1995 gewann er mit diesen die * Premier Soccer League. Es war sein erster von insgesamt fünf südafrikanischen Meistertiteln. 1998 wagte Arendse den Schritt ins Ausland und unterzeichnete in England beim FC Fulham. Mit dem damaligen Drittligisten stieg der Südafrikaner 1999 in die Football League Division 1, der damaligen zweiten Liga, auf. In zwei Jahren bei dem FCF schaffte es der Torhüter jedoch nicht sich durchzusetzen. Aus diesem Grund wechselte er zum unterklassigen Klub Oxford United, wo Arendse jedoch nur kurz blieb, eh er wieder nach Südafrika zurückkehrte. Bei Santos Kapstadt unterzeichnete er einen Vertrag und wurde auf Anhieb zum Stammspieler. Mit Santos wurde Arendse 2002 Südafrikanischer Meister. Weitere Titel folgten. 2003 wechselte der Torwart zu Ligakonkurrent Mamelodi Sundowns und zwei Jahre später zu SuperSport United. Mit den Sundowns gewann Arendse 2004 und 2005 den Charity Spectacular Cup sowie 2005 die Liga. Mit SuperSport dominierte er 2007/08 und 2008/09 die Liga. Beide Male setzte sich der Klub durch und feierte die Meisterschaft. Es waren die ersten Meisterschaften seit der Gründung des Vereins 1994. Durch die Ligagewinne mit SuperSport ist Arendse der bisher erste und einzig Spieler der Südafrikanischen Premier Soccer League, der mit drei unterschiedlichen Klubs diese gewinnen konnte.

### Nationalmannschaft
Arendse spielte für die südafrikanische Fußballnationalmannschaft. Zwischen 1995 und 2004 kam er zu 67 Einsätzen im Auswahlteam und führte die teilweise als Kapitän aufs Feld. 1996 gehörte er dem Kader an, der die Afrikameisterschaft im eigenen Land gewinnen konnte. Dabei war Arendse Stammtorhüter der Bafana Bafana und absolvierte alle sechs Partien, wobei er keine einzige Minute verpasste. Im gesamten Turnierverlauf kassierte der Torhüter nur zwei Gegentreffer. Zwei Jahre später stand er im Aufgebot für die Weltmeisterschaft, musste aber aufgrund einer Verletzung einen Tag vor dem Eröffnungsspiel gegen Frankreich passen und reist ab. Für ihn wurde Paul Evans nachnominiert, der kurz darauf ebenfalls verletzt ausschied und durch Simon Gopane ersetzt wurde. Im Jahr zuvor nahm Arendse bereits am Konföderationen-Pokal 1997 teil. Auch hier war er die Nummer eins, ließ aber im letzten unbedeutenden Vorrundenspiel Ersatzmann Brian Baloyi den Vortritt.
2000, 2002 und 2004 stand er erneut im Aufgebot Südafrikas bei den Afrikameisterschaften. Nachdem Arendse bei der AM 2000, bei der Platz drei erspielt wurde, noch Stammkeeper war, löste ihn 2002 in Mali Hans Vonk ab Nummer eins zwischen den Pfosten ab. Bei seiner letzten Teilnahme am Afrika-Cup 2004 war Arendse hinter Emile Baron erneut nur Nummer zwei im Kasten der Bafana Bafana, kam im letzten Gruppenspiel, nachdem das Ausscheiden fest stand, gegen Marokko aber nochmal zum Einsatz.
2002 gehört der Torhüter zum Aufgebot sines Heimatlandes bei der Fußball-Weltmeisterschaft 2002. Dabei ging er im Team von Trainer Jomo Sono als Nummer eins in das Turnier. Sein WM-Debüt gab Arendse am 2. Juni 2002 gegen Paraguay. Nach einem Sieg, einem Unentschieden und einer Niederlage, schied die Auswahlmannschaft knapp nach der Vorrunde aus. 2004 beendete er seine Nationalmannschaftskarriere.
Zwischen Mai und September 2002 nahm Arendse mit seinem Nationalmannschaftsteam am COSAFA Cup 2002, der Südafrikameisterschaft, teil. Die Auswahlspieler erreichten das Finale gegen Malawi und sicherten sich den Titel nach 3:1 und 1:0. In den beiden Endspielen stand der Torwart über die volle Spielzeit auf dem Feld. Es war die einzige Teilnahme für Arendse bei diesem Turnier.

## Erfolge

### Verein
- Südafrikanischer Meister mit Cape Town Spurs: 1995
- Bob Save Superbowl Cup mit Cape Town Spurs: 1995
- Aufstieg in die Football League Division 1 mit FC Fulham: 1999
- Südafrikanischer Meister mit Santos Kapstadt: 2002
- Bob Save Super Bowl Winners mit Santos Kapstadt: 2001
- BP Top 8 Winners mit Santos Kapstadt: 2002
- ABSA Cup Winners mit Santos Kapstadt: 2003
- Charity Spectacular Cup mit Mamelodi Sundowns: 2004, 2005
- Südafrikanischer Meister mit Mamelodi Sundowns: 2005
- Südafrikanischer Meister mit Mamelodi Sundowns: 2008, 2009

### Nationalmannschaft
- Afrikameister: 1996
- 3. Platz Afrikameisterschaft: 2000
- COSAFA Senior Challenge: 2002

### Individuell
- Premier-Soccer-League-Spieler des Jahres: 2002[17]
- PSL-Chairman's-Award: 2009[18]

## Trivia
- Er war der erste und bisher einzige Torhüter in der südafrikanischen Premier-Soccer-League, der zum Spieler des Jahres gewählt wurde. Mit seiner Wahl 2002 löste er Mbulelo Mabizela ab. Beerbt wurde Arendse von Benjani Mwaruwari.
- Während seiner Nationalmannschaftskarriere blieb Arendse in den Jahren 1996 bis 1997 zwischenzeitlich acht Spiele in Folge unbezwungen. Damit stellte er einen Rekord für sein Land auf.[7] Zudem steht er damit in der inoffiziellen Liste der Weltrekordhalter auf Platz zwei hinter dem Italiener Dino Zoff.[7]
- 1997 wurde Andrese für ein afrikanisches All-Star-Team ausgewählt, dass gegen ein europäisches Team spielte. Noch im gleichen Jahr stand der Torhüter in einer FIFA-Auswahl, die auf eine asiatische Auswahlmannschaft traf.[7]
- Am 18. Juli 2007 war Arendse einer von 24 afrikanischen Spielern, die unter dem Slogan „90 Minutes for Mandela“ ein Benefizspiel gegen eine Weltauswahl zu Ehren des 89. Geburtstages von Nelson Mandela absolvierten.[19] Das Afrika-Allstar-Team mit Spielern wie Samuel Eto’o, Abédi Pelé, George Weah und Stephen Keshi traf dabei auf Akteure wie Christian Karembeu, Pelé, Iván Zamorano, Ruud Gullit und Stéphane Chapuisat.[20] Das Spiel endete 3:3.[21]